# Liste der Monuments historiques in Le Conquet
Die Liste der Monuments historiques in Le Conquet führt die Monuments historiques in der französischen Gemeinde Le Conquet auf.

## Liste der Bauwerke
| Bezeichnung                           | Beschreibung             | Standort | Kennzeichnung | Schutzstatus | Datum | Bild           |
| ------------------------------------- | ------------------------ | -------- | ------------- | ------------ | ----- | -------------- |
| Kirche Sainte-Croix                   | Erbaut von 1861 bis 1863 | (Lage)   | PA29000075    | Inscrit      | 2013  | weitere Bilder |
| Cromlech de Kermorvan                 |                          | (Lage)   | PA00089896    | Classé       | 1889  | weitere Bilder |
| Phare des Pierres Noires (Leuchtturm) |                          | (Lage)   | PA29000087    | Classé       | 2017  | weitere Bilder |

## Liste der Objekte

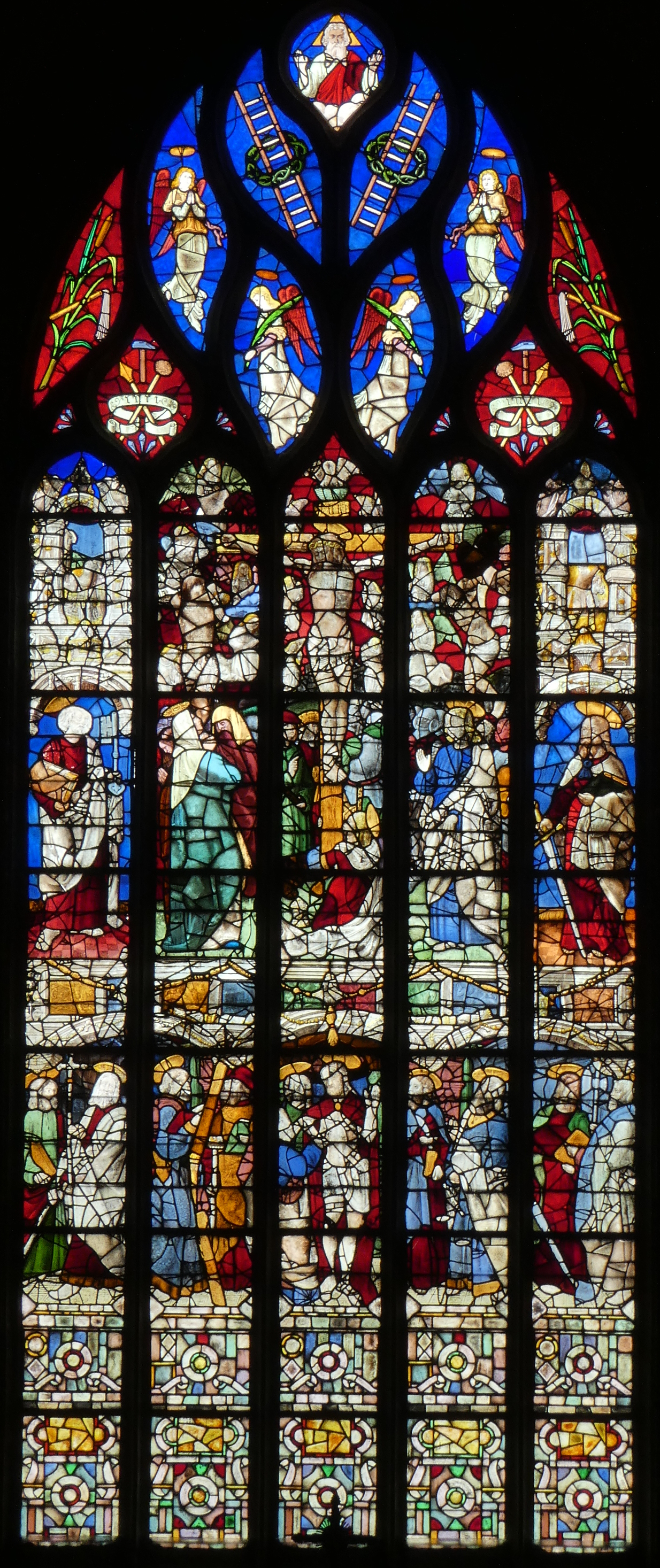
Passionsfenster in Le Conquet

- Monuments historiques (Objekte) in Le Conquet in der Base Palissy des französischen Kultusministeriums

Siehe auch : Passionsfenster (Le Conquet)